# Unie komunitní energetiky
Unie komunitní energetiky (UKEN) je zájmová skupina sdružující odborníky s širokým spektrem znalostí a zkušeností, která vznikla v březnu 2022 s cílem prosadit v Česku efektivní fungování komunitní a decentralizované energetiky. Iniciátory vzniku Unie jsou expertní skupina Frank Bold a Hnutí DUHA. Členskou základnu tvoří zástupci samospráv a místních akčních skupin, firmy a profesní sdružení, asociace z oblasti energetiky, životního prostředí, či stavitelství.

## Organizační struktura
Strategické směřování Unie určuje Rada, schvaluje všechny členy a její aktuální složení je následovné:
- Pavel Franc (CEO Frank Bold)
- Anna Kárníková (ředitelka Hnutí DUHA)
- Jiří Krist (místopředseda Národní sítě Místních akčních skupin)
- Milan Kazda (předseda pracovní skupiny pro životní prostředí a zemědělství Sdružení místních samospráv ČR, starosta Kněžic)
- Tomáš Kadeřábek (ředitel Asociace developerů)

Běžný chod Unie se odehrává ve třech pracovních skupinách zaměřených na legislativu, dotace a sdílení know-how realizace projektů.

## Vize a cíle Unie
Pod heslem "Tvoříme čistou a bezpečnou budoucnost české energetiky" Unie prosazuje budování lokálních obnovitelných zdrojů energie, které považuje za nástroj k řešení energetické, klimatické i sociální krize.
Konkrétní cíle si Unie stanovuje následovně:
1. Vytvořit legislativu, která nastartuje rozvoj lokálních čistých zdrojů
2. Prosadit stabilní a srozumitelné dotační prostředí
3. Tvořit a sdílet know-how pro realizaci projektů
4. Dostat komunitní energetiku do strategických dokumentů (Státní energetická koncepce a Národní energetický a klimatický plán)
5. Být strategickým partnerem pro stát i realizátory energetických společenství[6]

Energetická společenství by měla být definována v novém energetickém zákoně nebo v jeho novele, podle požadavků evropských směrnic. Česko komunitní energetiku zatím netransponovalo do svého právního řádu, i když mu za toto zpoždění hrozí pokuta.

### Členství v Unii
Členem Unie se může stát každá právnická osoba s výjimkou politické strany a hnutí, která podporuje cíle a účel UKEN. Členství je rozděleno do dvou úrovní – základní a rozšířené, liší se výší členského poplatku a mírou zapojení do chodu Unie.